# De servo arbitrio
Il trattato De servo arbitrio, risposta di Martin Lutero al De libero arbitrio di Erasmo da Rotterdam, venne pubblicato nel dicembre del 1525.

## Il pensiero di Lutero
Come lo era stata l'opera di Erasmo, il De servo arbitrio è decisamente esplicito: quod evidens est argumentum, liberum arbitrium esse merum mendacium.
La ragione nell'uomo caduto è completamente cieca; le parole di San Paolo (“Tutti sono caduti”) annullano il libero arbitrio. Solo per volontà di Satana l'uomo crede di essere sano, forte, integro, libero.
Gli argomenti del De servo arbitrio sono riposti per lo più in tre tesi distinte (secondo lo storico Georges Chantraine) che riguardano:
1. la Scrittura;
2. il potere umano;
3. la predestinazione.

Nel dettaglio:
- I luoghi della Scrittura che paiono oscuri e astrusi lo sono per la nostra ignoranza della grammatica e dei vocaboli. Pertanto, a chi possiede la fede, è chiarissima. La sua chiarezza è segno dell'origine divina, così come la sua verità assoluta; questo esclude l'interpretazione (che introduce solo confusione, dubbi e incredulità) e l'affermazione del libero arbitrio (che è motore di una stessa interpretazione). La Scrittura ha la sua grammatica, il suo senso e la sua logica: il condizionale e l'imperativo formulano quello che Dio comanda (la Legge) mentre l'indicativo formula la promessa di salvezza, cioè il Vangelo; ma la Legge va intesa non seguendo il senso naturale, bensì seguendo il senso determinato della dialettica tra Legge e Vangelo: la Legge ordina quello che l'uomo deve fare senza poterlo, facendogli conoscere l'impotenza del libero arbitrio e, tramite questo sconforto, lo porta al Vangelo (tale è la sua funzione e necessità). Inversamente, il Vangelo va preso alla lettera, escludendo qualsiasi “tropologia”.
- Che può l'uomo? Per essere corretta, la domanda deve essere espressa così, in termini assoluti, non relativi (che può, grazie a Dio, l'uomo?). Si parla infatti di forza di libero arbitrio, non di forza della Grazia. Conseguentemente, soprattutto tre motivi dimostrano che l'uomo non può fare niente: solo Dio possiede il libero arbitrio, perché solo lui “può e fa” ed è dunque solo attraverso Lui che l'uomo può fare qualcosa; se noi, poi, attribuiamo all'uomo una qualche capacità d'azione nell'opera della salvezza, allora viene meno il fondamento della sua beatitudine che posa sul Cristo, che si sarebbe quindi sacrificato inutilmente e altrettanto inutilmente avrebbe inviato lo Spirito Santo (se Cristo ha redento gli uomini con il suo sangue, dobbiamo pur credere che l'uomo era completamente perduto, altrimenti renderemmo Cristo superfluo!); e infine: dal momento che c'è grazia, non può esserci libero arbitrio.
- Dio non prevede niente in maniera contingente, ma prevede, propone e fa tutto grazie alla sua volontà immutabile ed eternamente infallibile. E l'onnipotenza e la preveggenza di Dio annichiliscono totalmente il dogma del libero arbitrio, e anzi: proprio la prescienza divina è il fondamento per la fermezza con cui la fede deve credere alle promesse divine. La necessità è per la volontà una necessità non di coazione, ma di immutabilità: la volontà è spontaneamente tendente a Dio o a Satana, senza nessuna possibilità di distogliersi. Dio opera quindi il male per via della natura e della volontà perversa dell'uomo; per nostro vizio dunque, non certo per suo errore. Dio usa degli strumenti cattivi, ma non li ha fatti cattivi. Così, umiliandoci, la regola divina - dicevamo - apre accesso alla fede. Apprendendo quindi a riconoscere Dio infinitamente buono sotto l'apparenza del contrario, la regola è necessaria alla fede perché ne delimita i luoghi.